# Anopheles manalangi
Anopheles manalangi este o specie de țânțari din genul Anopheles, descrisă de Jose Christopher E. Mendoza în anul 1940.
Este endemică în Filipine. Conform Catalogue of Life specia Anopheles manalangi nu are subspecii cunoscute.